# Weinwanderweg Rhein-Nahe
Der etwa 97 Kilometer lange Weinwanderweg Rhein-Nahe führt von Kirn an der Nahe
bis nach Bingen am Rhein durch den Naturpark Soonwald-Nahe und erschließt den Wanderern die gesamte Weinbauregion der mittleren und unteren Nahe. Bei den Wegen handelt es sich zum großen Teil um  Weinbau-Wirtschaftswege; die Arbeit der Winzer kann so hautnah miterlebt werden. Beidseitig des Weges warten zahlreiche kleinere Rundwanderwege zum Thema Wein ein, entdeckt zu werden.
Felsgruppen, tiefe Taleinschnitte, Burgen, Wälder, saftige Wiesen und Weinberge säumen die Strecke durch diese Kulturlandschaft.
Wegbeschaffenheit:
- 42 % asphaltierte Wirtschaftswege
- 40 % nicht asphaltierte Feld- und Waldwege
- etwa 18 % innerorts

Höhenmeter: ca. 1.900 Höhenmeter aufwärts, ca. 2.000 Höhenmeter abwärts

## Beschilderung
Die Kennzeichnung des Weges erfolgt durchgehend in beiden Richtungen mit dem Logo des Weinwanderweges (stilisierte gelbe Weintraube auf weißem Grund).

## Etappenvorschlag
| Etappe                          | Entfernung |
| ------------------------------- | ---------- |
| Kirn bis Weiler                 | 12 km      |
| Weiler bis Staudernheim         | 15 km      |
| Staudernheim bis Niederhausen   | 18 km      |
| Niederhausen bis Bretzenheim    | 24 km      |
| Bretzenheim bis Bingen am Rhein | 23 km      |

## Weitere Weinwanderwege entlang des Weges
Beidseitig des Weinwanderweges Rhein-Nahe können zahlreiche kleine Rundwege zum Thema „Wein“ erkundet werden:
- Wildgrafenberg Merxheim/Meddersheim/Kirschroth, 16 km
- Weinwanderweg „Mittlere Nahe“ Martinstein/Sobernheim, 13 km
- Frühlingsplätzchen Monzingen / Weiler b. Monzingen, 14 km
- Meisenheim, 32 km
- Gangelsberg Duchroth/Oberhausen, 10 km
- Königsgarten Feilbingert, 11 km
- Laurentius Hochstätten/Altenbamberg
- Weinwanderweg Niederhausen, 4,5 km
- Götzenfels Traisen/Bad Münster am Stein-Ebernburg, 12 km
- Weinlehrpfad Bad Münster am Stein-Ebernburg, 4,5 km
- Hüffelsheim
- Waldböckelheim, 12 km
- Rüdesheimer Rosengarten, 40 km
- Weinwanderweg am Rosenberg Bad Kreuznach-Bosenheim, 3 km
- Römerberg Windesheim, 5 km
- Guldental, 3 km
- Weiler bei Bingen, 3 km
- Weinlehrpfad Niederheimbach, 6 km
- Kunst- und Weinlehrpfad Bingen, 2 km

## Anreise
- Anreise mit der Bahn: Ausstieg am Bahnhof Kirn
- Bus: Linien 273, 283, 352, 362 (ORN), Haltestelle: Kirn Bahnhof

## Wanderkarten
- Wanderkarte „Weinwanderweg Rhein-Nahe“ im Naturpark Soonwald-Nahe, 1:50.000
- Wanderkarte „Naturpark Soonwald-Nahe“, 1:50.000